# Dick Flanagan
Richard E. Flanagan (Sidney, 31 ottobre 1927 – Sidney, 23 settembre 1997) è stato un giocatore di football americano statunitense che ha giocato nel ruolo di centro nella National Football League (NFL). Al college giocò a football all'Università statale dell'Ohio.

## Carriera
Flanagan fu scelto dai Chicago Bears nel corso del decimo giro (83º assoluto) del Draft NFL 1948 rimanendovi per due stagioni. Nel 1950 passò ai Detroit Lions con cui vinse il campionato NFL nel 1952. Concluse la carriera giocando con i Pittsburgh Steelers dal 1953 al 1955. Oltre a giocare in attacco come centro, Flanagan giocò anche in difesa, facendo registrare complessivamente 8 intercetti in carriera.

## Palmarès
1
Detroit Lions: 1952

## Statistiche
| Partite | 83 |